# Bataille de Djerba
Cet article concerne la bataille de 1560. Pour la bataille de 1794, voir Bataille de Djerba (1794).
La bataille de Djerba est une bataille navale qui a lieu du 9 au 14 mai 1560 le long des côtes tunisiennes (au large de Djerba). Elle oppose la flotte de l'Empire ottoman, commandée par Piyale Pacha et Dragut, à une flotte européenne principalement composée de navires espagnols, napolitains, siciliens et hospitaliers.
La bataille de Djerba représente l'apogée de la domination navale des Ottomans en Méditerranée.

## Expédition de Tripoli et invasion ottomane des îles Baléares
Depuis la défaite de la bataille de Préveza, subie en 1538 face à la flotte ottomane commandée par Khayr ad-Din Barberousse, ainsi que la désastreuse expédition d'Alger de l'empereur Charles Quint en 1541, les principales puissances navales du bassin méditerranéen, l'Espagne et la république de Venise, se sentent de plus en plus menacées par les Ottomans et les pirates barbaresques.
En 1551, les Ottomans prennent Tripoli aux mains des Hospitaliers, faisant de la ville un centre important pour les raids de pirates en Méditerranée et la capitale de la province ottomane de Tripolitaine,.
Cette menace s'accentue lorsque Dragut mène l'invasion des îles Baléares en 1558, avec 150 navires et 15 000 hommes, et s'empare de Ciutadella de Menorca qui n'est défendue que par une petite garnison de quarante soldats (réduisant en esclavage plus de 4 000 habitants) ; il organise ensuite des raids contre les côtes méditerranéennes espagnoles en compagnie de Piyale Pacha. Le roi Philippe II d'Espagne décide alors de réagir et invite le pape Paul IV et ses alliés européens à entreprendre la reconquête de la ville de Tripoli, possédée par les chevaliers de l'ordre de Saint-Jean de Jérusalem jusqu'en août 1551, date à laquelle Dragut s'en empare, exploit qui lui a valu d'être nommé bey de Tripoli par le sultan ottoman Soliman le Magnifique.

## Forces en présence

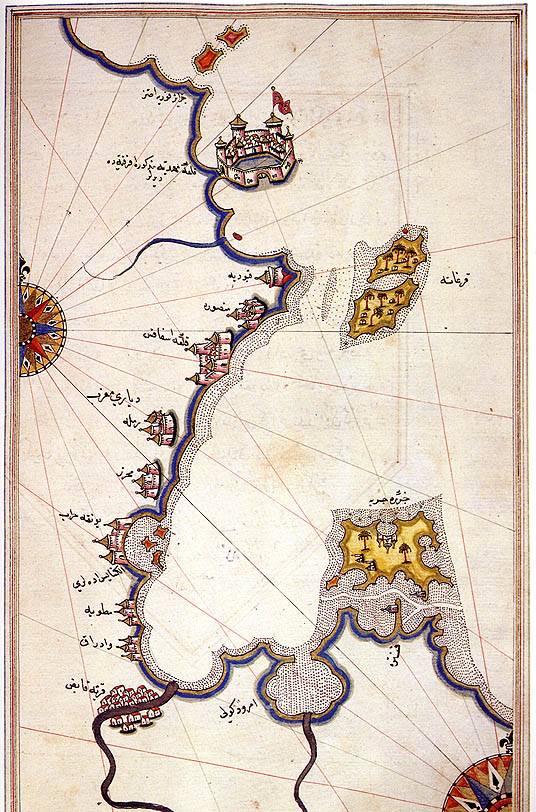
Carte historique de Djerba, par Piri Reis.

En 1559, Philippe II autorise les chevaliers de Malte et le vice-roi de Naples à monter une expédition contre Tripoli et l'île de Djerba. Giacomo Bosio, l'historien officiel de l'ordre de Saint-Jean de Jérusalem, a indiqué qu'elle comportait 54 galères.
Fernand Braudel donne le chiffre de 154 navires de guerre dont 47 galères complétés par des navires de transport, constituée d'une coalition composée des républiques de Gênes et Naples, de la Sicile, de Florence, des États pontificaux et de l'ordre de Saint-Jean de Jérusalem. L'un des comptages les plus détaillés est celui de Carmel Testa qui eut accès aux archives de l'Ordre. Il liste précisément 54 galères, sept bricks, 17 frégates, deux galions, 28 navires marchands et douze petits navires.
La flotte se rassemble à Messine sous le commandement du jeune — il a à peine vingt ans — Giovanni Andrea Doria (neveu de l'amiral génois Andrea Doria) puis se dirige vers Malte où elle est bloquée pendant deux mois par le mauvais temps. Durant cette période, quelque deux mille hommes périssent en raison de diverses maladies. Le 10 février 1560, la flotte appareille pour Tripoli. Le nombre précis de soldats embarqués n'est pas connu. Braudel donne pour sa part le nombre de dix mille à douze mille, Testa quatorze mille alors que des sources plus anciennes donnent un chiffre supérieur à vingt mille, une exagération au regard du nombre d'hommes que peut contenir une galère du XVIe siècle,,.
Bien que l'expédition n'accoste pas loin de Tripoli, le manque d'eau, la maladie et une violente tempête poussent les commandants à abandonner leurs objectifs d'origine et, le 7 mars, ils appareillent vers l'île de Djerba qu'ils prennent rapidement. Le vice-roi de Sicile, Don Juan de la Cerda y Silva (es), duc de Medina Coeli, entreprend des aménagements du borj El Kebir. À ce moment-là, une flotte ottomane d'environ 86 galères et galions, placés sous le commandement de l'amiral ottoman Piyale Pacha, est déjà en route depuis Constantinople. Cette flotte arrive à Djerba le 11 mai, à la surprise des forces chrétiennes.

## Bataille
La bataille est une affaire d'heures : près de la moitié des galères chrétiennes sont prises ou coulées. Anderson donne le bilan total des pertes chrétiennes à 18 000 mais Guilmartin les réduit à environ 9 000 dont près des deux tiers sont des rameurs.
Les survivants trouvent refuge dans le fort qui est rapidement attaqué par les forces combinées de Piyale Pacha et Dragut (qui a rejoint Piyale Pacha au cours du troisième jour) mais pas avant que Giovanni Andrea Doria réussisse à s'échapper dans un petit navire. Après un siège de trois mois, la garnison se rend et, selon Bosio, Piyale Pacha ramène 5 000 prisonniers à Constantinople, dont le commandant espagnol, Don Álvaro de Sande, qui avait pris le commandement de la flotte chrétienne après la fuite de Doria. Les circonstances des derniers jours de la garnison assiégée sont contradictoires. Par exemple, selon ce que Ogier Ghislain de Busbecq, l'ambassadeur autrichien à Constantinople, raconte dans ses Lettres turques, reconnaissant la futilité de la résistance armée, de Sande essaya de s'échapper dans un petit bateau mais fut rapidement capturé mais d'autres documents laissent penser qu'il dirige une tentative de sortie le 29 juillet et se fait alors capturer.

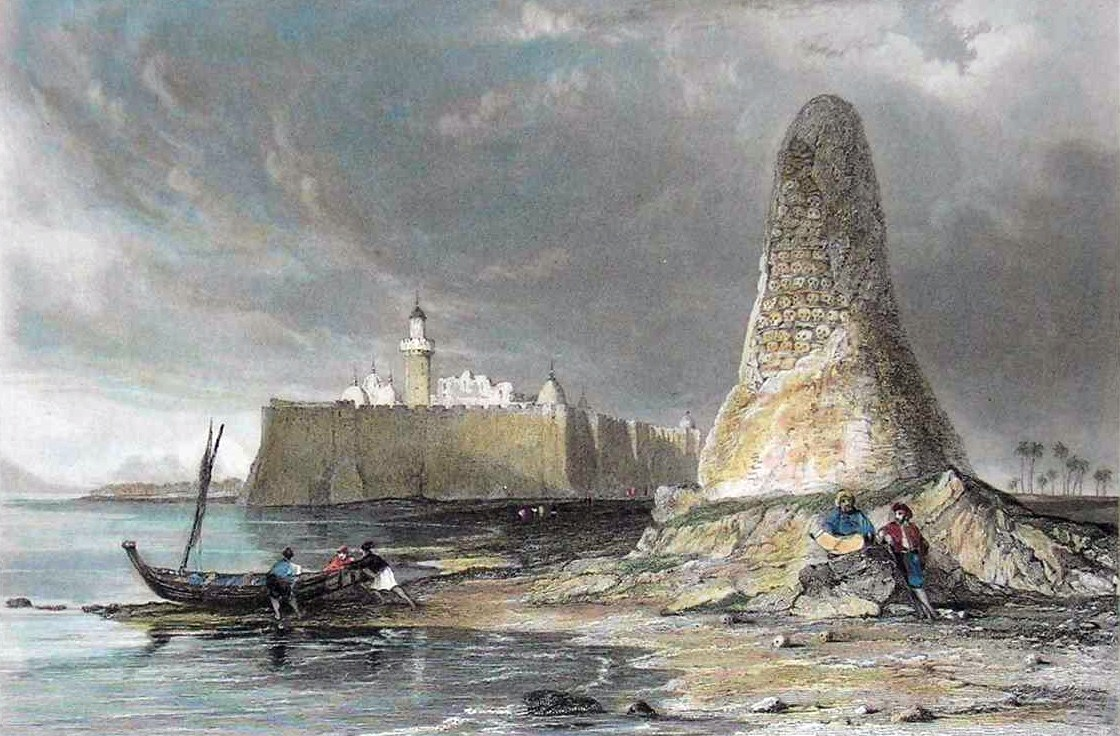
Pyramide de crânes du borj-er-Rous à Houmt Souk.

Une tour composée, suivant les récits, de 6 000 crânes et d'ossements, dite « Borj-er-Rous », est érigée par Dragut en célébration de cette bataille. Elle est détruite en 1848 par ordre du bey de Tunis Ahmed Ier, dans le cadre de relations avec divers représentants européens, et les restes humains — l'édifice dans lequel on dénombre un millier de crânes comporte également des ossements d'animaux — sont enterrés dans le cimetière catholique de Houmt Souk. Un obélisque, rappelant son existence, est édifié à l'emplacement de la tour en 1906.

## Conséquences
La bataille de Djerba représente l'apogée de la domination navale des Ottomans en Méditerranée qui grandissait depuis leur victoire à la bataille de Prévéza 22 ans plus tôt. Ils assiègent ensuite la nouvelle base de l’ordre de Saint-Jean de Jérusalem en 1565 (après l'avoir chassé de Rhodes en 1522) mais perdent cette bataille décisive. Il faut attendre la destruction d'une large flotte ottomane à la bataille de Lépante en 1571 pour que la réputation d’invincibilité des Ottomans s'effondre.
Toutefois, à la suite de la prise de Chypre en 1571, les Ottomans parviennent à reconstruire leur flotte en moins d'un an et prennent Tunis aux Espagnols et à leurs vassaux hafsides en 1574.